# Lac Dumoine
Pour les articles homonymes, voir Dumoine.
Le lac Dumoine est un plan d'eau situé à 80 km au nord de Rapides-des-Joachims, Pontiac, Québec, Canada, à la limite entre les régions de l'Outaouais et d'Abitibi-Témiscamingue. Principal affluent de la rive gauche de la rivière des Outaouais, la rivière Dumoine permet au lac de se déverser vers le sud dans la celle-ci. La rivière Dumoine prend sa source à 140 km au lac Machin au nord du lac Antiquois.

## Légendes
Les Anishinaabe nomment le lac Kiwegoma. On y fait référence dans le conte traditionnel Wiskedjak à la poursuite du castor géant. Dans ce conte, Wiskedjak vide le lac afin d'y chasser un énorme castor dont le gîte a pris la forme d'une grande montagne.